# Herrarnas ringar i gymnastik vid olympiska sommarspelen 1980
Herrarnas ringar i gymnastik vid olympiska sommarspelen 1980 avgjordes den 20-25 juli i Sports Palace of the Central Lenin Stadium.

## Medaljörer
| Gren             | Guld                             | Silver                          | Brons                      |
| Herrarnas ringar | Aleksandr Ditiatin Sovjetunionen | Aleksandr Tkatjov Sovjetunionen | Jiří Tabak Tjeckoslovakien |

## Resultat

### Final
| Placering | Gymnast                  | C     | O     | Kval  | Final | Totalt |
| --------- | ------------------------ | ----- | ----- | ----- | ----- | ------ |
|           | Aleksandr Ditiatin (URS) | 9.900 | 9.950 | 9.925 | 9.950 | 19.875 |
|           | Aleksandr Tkatjov (URS)  | 9.800 | 9.850 | 9.825 | 9.900 | 19.725 |
|           | Jiří Tabak (TCH)         | 9.750 | 9.850 | 9.800 | 9.800 | 19.600 |
| 4         | Roland Brückner (GDR)    | 9.800 | 9.750 | 9.775 | 9.800 | 19.575 |
| 5         | Stojan Delttjev (BUL)    | 9.650 | 9.900 | 9.775 | 9.700 | 19.475 |
| 6         | Dan Grecu (ROU)          | 9.800 | 9.900 | 9.850 | 1.000 | 10.850 |